# Scottish Cup 2009-2010
La Scottish Cup 2009-10 è stata la 125ª edizione del torneo. È iniziata il 26 settembre 2009 e si è conclusa il 15 maggio 2010. Il Dundee United ha vinto il trofeo per la 2ª volta.

## Formula del torneo
| Turno                     | Numero di incontri | Squadre | Entrano a questo turno                                                        |
| ------------------------- | ------------------ | ------- | ----------------------------------------------------------------------------- |
| Primo turno preliminare   | 17                 | 81 → 64 | 34 squadre dei campionati semipro minori                                      |
| Secondo turno preliminare | 16                 | 64 → 48 | 10 squadre di Scottish Third Division 5 squadre dei campionati semipro minori |
| Terzo turno               | 16                 | 48 → 32 | 6 squadre di Scottish First Division 10 squadre di Scottish Second Division   |
| Quarto turno              | 16                 | 32 → 16 | 12 squadre di Scottish Premier League 4 squadre di Scottish First Division    |
| Ottavi di finale          | 8                  | 16 → 8  | -                                                                             |
| Quarti di finale          | 4                  | 8 → 4   | -                                                                             |
| Semifinali                | 2                  | 4 → 2   | -                                                                             |
| Finale                    | 1                  | 2 → 1   | -                                                                             |

## Primo turno
| Squadra 1               | Risultato | Squadra 2              |
| ----------------------- | --------- | ---------------------- |
| 26 settembre 2009       |           |                        |
| Selkirk                 | 3 - 0     | Preston Athletic       |
| Clachnacuddin           | 2 - 2     | Wick Academy           |
| Auchinleck Talbot       | 7 - 0     | Fort William           |
| Nairn County            | 5 - 2     | Golspie Sutherland     |
| Edinburgh University    | 0 - 3     | Vale of Leithen        |
| Inverurie Loco Works    | 5 - 0     | St. Cuthbert Wanderers |
| Coldstream              | 1 - 5     | Edinburgh              |
| Brora Rangers           | 0 - 2     | Irvine Meadow          |
| Buckie Thistle          | 0 - 0     | Forres Mechanics       |
| Whitehill Welfare       | 1 - 1     | Wigtown & Bladnoch     |
| Fraserburgh             | 1 - 1     | Bonnyrigg Rose         |
| Glasgow University      | 1 - 4     | Girvan                 |
| Lossiemouth             | 4 - 1     | Newton Stewart         |
| Rothes                  | 1 - 5     | Banks O'Dee            |
| Civil Service Strollers | 1 - 0     | Gala Fairydean         |
| Hawick Royal Albert     | 0 - 7     | Huntly                 |
| Dalbeattie Star         | 2 - 4     | Keith                  |

### Replay
| Squadra 1          | Risultato       | Squadra 2         |
| ------------------ | --------------- | ----------------- |
| 3 ottobre 2009     |                 |                   |
| Forres Mechanics   | 0 - 0 (1-4 dcr) | Buckie Thistle    |
| Wigtown & Bladnoch | 0 - 3           | Whitehill Welfare |
| Bonnyrigg Rose     | 1 - 2           | Fraserburgh       |
| Wick Academy       | 2 - 1           | Clachnacuddin     |

## Secondo turno
| Squadra 1               | Risultato | Squadra 2            |
| ----------------------- | --------- | -------------------- |
| 24 ottobre 2009         |           |                      |
| Queen's Park            | 1 - 3     | Livingston           |
| Nairn County            | 2 - 4     | Elgin City           |
| Fraserburgh             | 1 - 4     | Spartans             |
| Deveronvale             | 2 - 2     | Buckie Thistle       |
| Whitehill Welfare       | 1 - 1     | Threave Rovers       |
| Inverurie Loco Works    | 2 - 1     | Stranraer            |
| Vale of Leithen         | 1 - 3     | Keith                |
| Forfar Athletic         | 4 - 2     | East Stirlingshire   |
| Cove Rangers            | 2 - 1     | Annan Athletic       |
| Selkirk                 | 0 - 3     | Irvine Meadow        |
| Girvan                  | 1 - 4     | Wick Academy         |
| Lossiemouth             | 0 - 2     | Albion Rovers        |
| Edinburgh               | 5 - 1     | Burntisland Shipyard |
| Banks O'Dee             | 0 - 3     | Montrose             |
| Huntly                  | 1 - 1     | Auchinleck Talbot    |
| Civil Service Strollers | 1 - 2     | Berwick Rangers      |

### Replay
| Squadra 1         | Risultato   | Squadra 2         |
| ----------------- | ----------- | ----------------- |
| 31 ottobre 2009   |             |                   |
| Auchinleck Talbot | 4 - 3       | Huntly            |
| Buckie Thistle    | 1 - 3 (dts) | Deveronvale       |
| Threave Rovers    | 1 - 0       | Whitehill Welfare |

## Terzo turno
| Squadra 1        | Risultato | Squadra 2            |
| ---------------- | --------- | -------------------- |
| 28 novembre 2009 |           |                      |
| Airdrie Utd      | 4 - 0     | Queen of the South   |
| Ross County      | 5 - 1     | Berwick Rangers      |
| Threave Rovers   | 1 - 2     | Inverurie Loco Works |
| Deveronvale      | 0 - 1     | Ayr Utd              |
| Cowdenbeath      | 0 - 0     | Alloa Athletic       |
| Albion Rovers    | 1 - 0     | Elgin City           |
| Stirling Albion  | 2 - 1     | Auchinleck Talbot    |
| Irvine Meadow    | 1 - 0     | Arbroath             |
| Edinburgh        | 3 - 1     | Keith                |
| Wick Academy     | 4 - 4     | Brechin City         |
| Greenock Morton  | 0 - 0     | Dumbarton            |
| Montrose         | 2 - 1     | East Fife            |
| Raith Rovers     | 0 - 0     | Peterhead            |
| Spartans         | 0 - 1     | Forfar Athletic      |
| 5 dicembre 2009  |           |                      |
| Stenhousemuir    | 5 - 0     | Cove Rangers         |
| 9 dicembre 2009  |           |                      |
| Clyde            | 1 - 1     | Livingston           |

### Replay
| Squadra 1        | Risultato | Squadra 2       |
| ---------------- | --------- | --------------- |
| 1º dicembre 2009 |           |                 |
| Peterhead        | 1 - 4     | Raith Rovers    |
| 5 dicembre 2009  |           |                 |
| Dumbarton        | 0 - 1     | Greenock Morton |
| 8 dicembre 2009  |           |                 |
| Brechin City     | 4 - 2     | Wick Academy    |
| Alloa Athletic   | 1 - 0     | Cowdenbeath     |
| 14 dicembre 2009 |           |                 |
| Livingston       | 7 - 1     | Clyde           |

## Quarto turno
| Squadra 1           | Risultato | Squadra 2            |
| ------------------- | --------- | -------------------- |
| 9 gennaio 2010      |           |                      |
| Hibernian           | 3 - 0     | Irvine Meadow        |
| St. Mirren          | 3 - 1     | Alloa Athletic       |
| Dunfermline         | [ 1 ]     | Stenhousemuir        |
| Aberdeen            | 2 - 0     | Hearts               |
| Partick Thistle     | 0 - 2     | Dundee Utd           |
| 10 gennaio 2010     |           |                      |
| Hamilton Academical | 3 - 3     | Rangers              |
| 18 gennaio 2010     |           |                      |
| Inverness           | 2 - 0     | Motherwell           |
| Forfar Athletic     | 0 - 3     | St. Johnstone        |
| Albion Rovers       | 0 - 0     | Stirling Albion      |
| Edinburgh           | 1 - 3     | Montrose             |
| Ross County         | 4 - 0     | Inverurie Loco Works |
| Ayr Utd             | 1 - 0     | Brechin City         |
| Kilmarnock          | 1 - 0     | Falkirk              |
| 19 gennaio 2010     |           |                      |
| Greenock Morton     | 0 - 1     | Celtic               |
| 20 gennaio 2010     |           |                      |
| Livingston          | 0 - 1     | Dundee               |
| 25 gennaio 2010     |           |                      |
| Raith Rovers        | 1 - 1     | Airdrie Utd          |

### Replay
| Squadra 1       | Risultato   | Squadra 2           |
| --------------- | ----------- | ------------------- |
| 19 gennaio 2010 |             |                     |
| Rangers         | 2 - 0 (dts) | Hamilton Academical |
| 20 gennaio 2010 |             |                     |
| Stirling Albion | 3 - 1       | Albion Rovers       |
| 26 gennaio 2010 |             |                     |
| Stenhousemuir   | 1 - 2 (dts) | Dunfermline         |
| 27 gennaio 2010 |             |                     |
| Airdrie Utd     | 1 - 3       | Raith Rovers        |

## Ottavi di finale
| Squadra 1       | Risultato | Squadra 2       |
| --------------- | --------- | --------------- |
| 6 febbraio 2010 |           |                 |
| St. Johnstone   | 0 - 1     | Dundee Utd      |
| Hibernian       | 5 - 1     | Montrose        |
| Dundee          | 2 - 1     | Ayr Utd         |
| Raith Rovers    | 1 - 1     | Aberdeen        |
| Kilmarnock      | 3 - 0     | Inverness       |
| St. Mirren      | 0 - 0     | Rangers         |
| Ross County     | 9 - 0     | Stirling Albion |
| 7 febbraio 2010 |           |                 |
| Dunfermline     | 2 - 4     | Celtic          |

### Replay
| Squadra 1        | Risultato | Squadra 2    |
| ---------------- | --------- | ------------ |
| 16 febbraio 2010 |           |              |
| Aberdeen         | 0 - 1     | Raith Rovers |
| 17 febbraio 2010 |           |              |
| Rangers          | 1 - 0     | St. Mirren   |

## Quarti di finale
| Squadra 1      | Risultato | Squadra 2    |
| -------------- | --------- | ------------ |
| 13 marzo 2010  |           |              |
| Hibernian      | 2 - 2     | Ross County  |
| Kilmarnock     | 0 - 3     | Celtic       |
| Dundee         | 1 - 2     | Raith Rovers |
| 14 aprile 2010 |           |              |
| Rangers        | 3 - 3     | Dundee Utd   |

### Replay
| Squadra 1     | Risultato | Squadra 2 |
| ------------- | --------- | --------- |
| 23 marzo 2010 |           |           |
| Ross County   | 2 - 1     | Hibernian |
| 24 marzo 2010 |           |           |
| Dundee Utd    | 1 - 0     | Rangers   |

## Semifinali
| Squadra 1      | Risultato | Squadra 2    |
| -------------- | --------- | ------------ |
| 10 aprile 2010 |           |              |
| Celtic         | 0 - 2     | Ross County  |
| 11 aprile 2018 |           |              |
| Dundee Utd     | 2 - 0     | Raith Rovers |

## Finale
| Arbitro: | Douglas McDonald |

|  |           |                                |
|  | Marcatori | Goodwillie 61’ Conway 75’, 86’ |